# NGC 5733
NGC 5733 is een spiraalvormig sterrenstelsel in het sterrenbeeld Maagd. Het hemelobject werd op 12 april 1864 ontdekt door de Duitse astronoom Albert Marth.

## Synoniemen
- MCG 0-38-1
- ZWG 20.2
- PGC 52550